# Parera (Argentinië)
Parera is een plaats in het Argentijnse bestuurlijke gebied Rancul in de provincie La Pampa. De plaats telde in 2001 ruim 2.000 inwoners.